# Роттенбах (Тюрингия)
Роттенбах (нем. Rottenbach) — община в Германии, в земле Тюрингия.
Входит в состав района Заальфельд-Рудольштадт. Население составляет 1874 человека (на 31 декабря 2010 года). Занимает площадь 52,26 км².
Община подразделяется на 9 сельских округов.